# ولی‌آباد (فهرج)
ولی‌آباد (فهرج)، روستایی از توابع بخش نگین کویر شهرستان فهرج در استان کرمان ایران است.

## جمعیت
این روستا در دهستان چاهدگال قرار دارد و براساس سرشماری مرکز آمار ایران در سال ۱۳۸۵، جمعیت آن ۱۷ نفر (۷خانوار) بوده‌است.